# Stare Dawydkowo
Stare Dawydkowo (ukr. Старе Давидково) – wieś na Ukrainie, w obwodzie zakarpackim, w rejonie mukaczewskim, w hromadzie Iwaniwci. W 2001 liczyła 610 mieszkańców, spośród których 606 wskazało jako ojczysty język ukraiński, 1 rosyjski, 2 węgierski, a 1 słowacki.